# الجواز الصحي السعودي
الجواز الصحي السعودي هي خدمة أطلقتها وزارة الصحة السعودية والهيئة السعودية للبيانات والذكاء الاصطناعي (سدايا) في يناير 2021، عبر تطبيق توكلنا، وتهدف للتأكيد أن الشخص أكمل جميع الجرعات الخاصة بلقاح كورونا (كوفيد 19) وأصبح محصنا ضد الفيروس.